# Llauro
Llauro en francés y oficialmente, Llauró en catalán, es una  localidad y comuna francesa, situada en el departamento de Pirineos Orientales, región de Languedoc-Rosellón y comarca histórica del Rosellón, en una zona tradicionalmente vinícola.
Sus habitantes reciben el gentilicio de llauronencs en francés o de llauroní, llauronina en catalán.

## Geografía

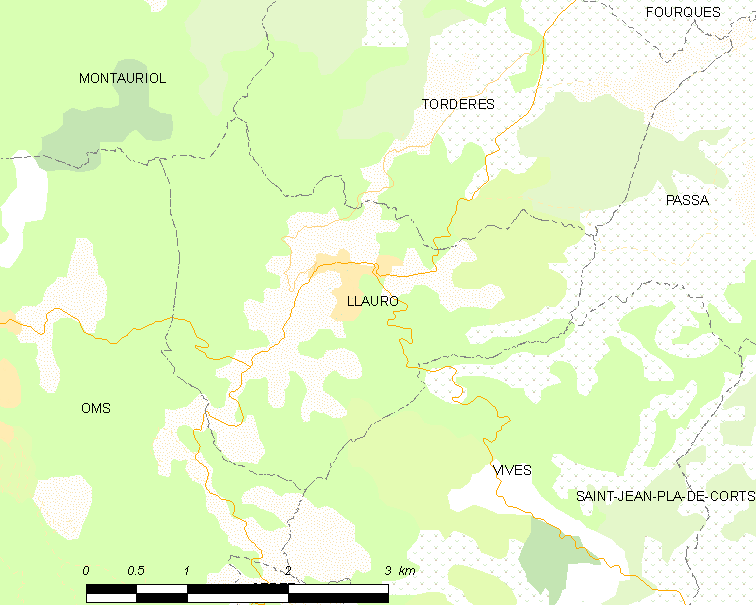
Situación de Llauro

## Demografía
| 191 | 205 | 198 | 236 | 255 | 270 |
| Para los censos de 1962 a 1999 la población legal corresponde a la población sin duplicidades (Fuente: INSEE [Consultar]) |     |     |     |     |     |

## Lugares y monumentos

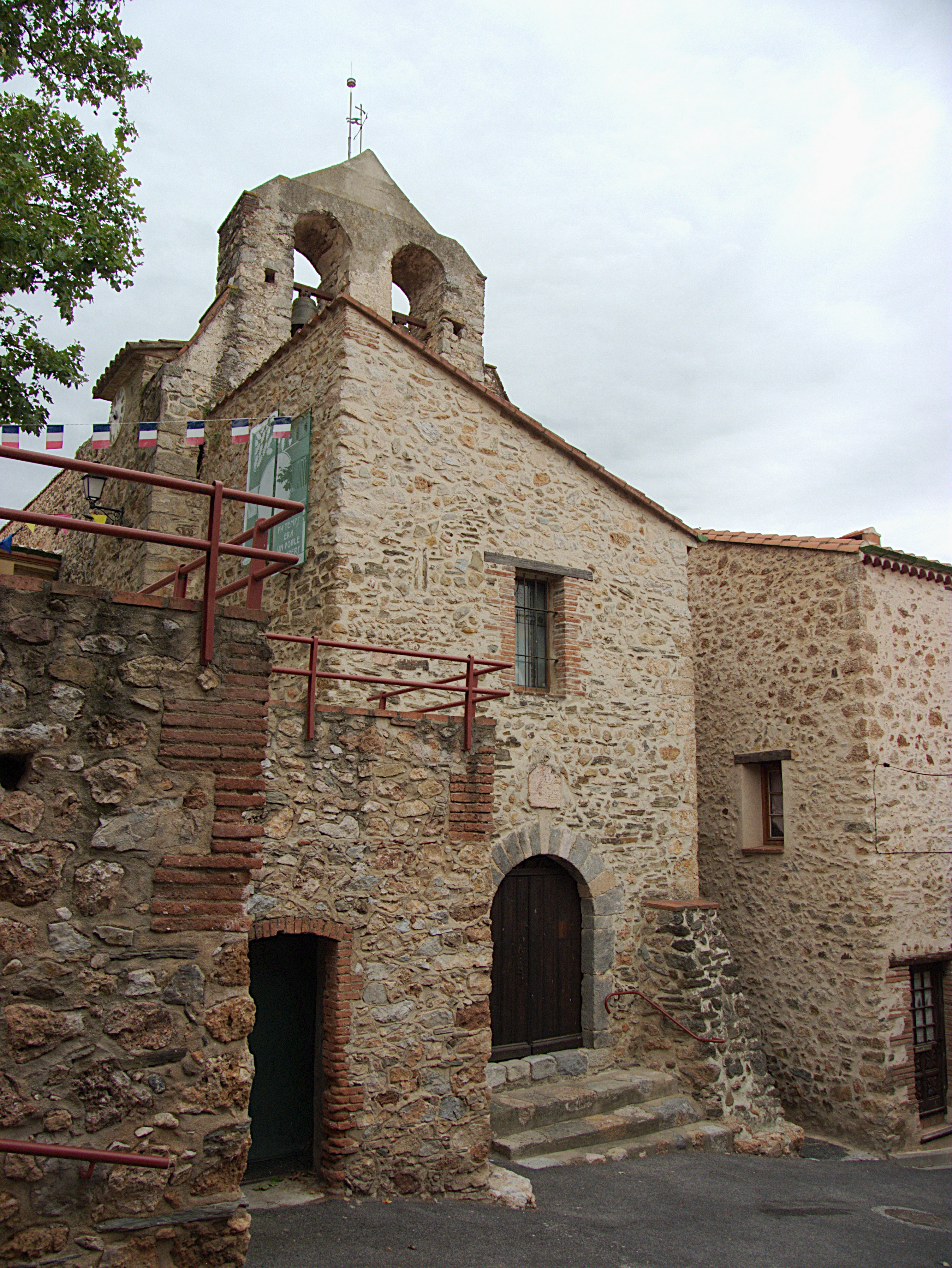
Iglesia San Martín

- Iglesia San Martín